# São Jerônimo em Corviale (título cardinalício)
São Jerônimo em Corviale é um título presbiterial instituído em  14 de fevereiro de 2015 pelo Papa Francisco. Sua igreja titular é a San Girolamo a Corviale.

## Titulares protetores
- Luis Héctor Villalba (desde 2015)